# لری گارور
لری بت گارور (به انگلیسی: Lori Beth Garver) زاده (۲۲ مه ۱۹۶۱ در لنسینگ)، معاون مدیر ناسا است. او و چارلز بولدن در ۲۴ مه ۲۰۰۹ توسط رئیس‌جمهور ایالات متحده آمریکا، باراک اوباما به مقام معاون مدیر و مدیر ناسا منصوب‌شدند.